# 汪漸磐
汪渐磐（1584年—1661年），原名洛诵，字石臣，號三馀，浙江杭州府钱塘县人。

## 生平
原籍休宁县上溪口人，寄籍浙江钱塘，绩学雄文，万历四十六年（1618年）戊午科浙江乡试第三名（经魁），萬曆四十七年（1619年）联捷己未科進士，任广东高要县知縣，邑当两广之衝，殫力拮据，严驭吏，宽治民，六年课第一，擢升工部主事。时魏忠賢用事，引病去。
崇祯初，以礼部主事召，转山东提学佥事，能振饬士风，主贡试，所拔皆名士。及丙子乡试，所首拔得雋者二十余人，以次捷南宫，如傅相星岩、孫相沚亭，皆首擢也。时考天下学臣，绩又居第一。寻任东兖道兵备参议，以诖误罢归。旋昭雪，降福建布政司经历，改漳泉道，俱未任。清朝辞荐不起。顺治辛丑浮梁贼劫掠，村中被毒，避地武林。是年十一月十一日殁，于杭榇归。渐磐究心理学，得力于龙溪，所至正文体，敦士风，群推有回澜力。娶吴封孺人，合葬江潭后街。

## 著作
著有《尚书四书宗印》、《宋贤事汇》行世。

## 家族
父汪銂，州判，封主事。從兄汪泗论太仆少卿、汪文溪举人、汪康谣兵备副使、汪淑训生员、汪汤诰生员，母苏氏、王氏俱受封。胞兄汪渐鸿，字子仪，同食饩钱塘，文名籍甚时，有海阳双珠之目。惜未展所蕴，以青衫老，遂世居于武林。
子咸薪、咸朴、咸槱。